# Mil Millas Orientales
Las Mil Millas Orientales fue una carrera de ciclismo en ruta amateur por etapas que se disputaba en Uruguay durante la semana de Carnaval. Organizada por el Club Ciclista Las Palmas, su primera edición fue en el año 1952 y el primer ganador fue el «León de Carmelo» Atilio François.
Su última edición fue en 1971 y a partir de 1972 el Club Ciclista Fénix comenzó a organizar Rutas de América, carrera que ocupó el vacío dejado por las Mil Millas en carnaval.
Durante sus dos décadas de existencia, fue la segunda carrera de ciclismo más prestigiosa del país, después de la Vuelta Ciclista del Uruguay.
El ciclista que obtuvo la carrera en más oportunidades fue el «Vasco» Ruben Etchebarne con tres victorias. A semejanza con el Giro de Italia, el líder de la clasificación general utilizaba un maillot rosa.
La canción Las mil millas orientales, de los payadores uruguayos Abel Soria y Julio Gallego, relata la historia ficticia de un competidor de la prueba que en su recorrido va deteniéndose en los poblados a tomar grappa e igualmente  gana todas las etapas con amplitud.

## Ganadores
| Año  | Ciclista                | Club               |
| ---- | ----------------------- | ------------------ |
| 1952 | Atilio François         | Peñarol            |
| 1953 | Aníbal Donatti          | Peñarol            |
| 1954 | Mario Debenedetti       | Peñarol            |
| 1955 | Américo Benítez         | Fénix              |
| 1956 | Juan Bautista Tiscornia | Peñarol            |
| 1957 | Walter Moyano           | Punta Del Este     |
| 1958 | Claudio Rosa            | Brasil             |
| 1959 | René Deceja             | Audax              |
| 1960 | Tomas Correa            | Nacional           |
| 1961 | Walter Llado            | Peñarol            |
| 1962 | Félix Mariani           | Amanecer           |
| 1963 | Dardo Sánchez           | Yale de Florida    |
| 1964 | Ruben Etchebarne        | Atenas de Mercedes |
| 1965 | Oscar Almada            | Olimpia            |
| 1966 | Ruben Etchebarne        | Atenas de Mercedes |
| 1967 | Rodolfo Villanueva      | Veloz              |
| 1968 | No se realizó           |                    |
| 1969 | Ruben Etchebarne        | Atenas de Mercedes |
| 1970 | Jorge Cuccia            | Danubio            |
| 1971 | Hugo Scrycki            | Marconi            |